# Донье Биляне
Донье Биляне (хорв. Donje Biljane) — село в Задарской жупании Республики Хорватия. Население — 13 человек (2001).
Село находится в 13 км от Бенковаца и административно является его частью. По данным переписи 1961 и 1971 года население села составляло 1109 и 1108 человек соответственно — максимальные значения за период существования.
Относится к историческому региону Равни Котари. В селе обнаружены археологические артефакты IX—XV веков. Сельский храм — православная церковь во имя Иоанна Крестителя (1734).